# Бойко, Иван Васильевич
Иван Васильевич Бойко (род. 24 апреля 1950) — народный депутат Украины 1-го созыва.

## Биография
Родился 24 апреля 1950 года с. Гвоздовцы, украинец, образование высшее, инженер-механик, закончил Ивано-Франковский институт нефти и газа, Высшую партийную школу при ЦК Компартии Украины.
Второй секретарь Черновицкого МК КПУ.
Член КПСС 1972—1991; депутат городского Совета.
Выдвинут кандидатом в Народные депутаты трудовым коллективом Черновицкой мебельной фабрики.
18 марта 1990 года избран народным депутатом Украины 1-го созыва, 2-й тур 50,55 % голосов, 13 претендентов.
- Черновицкая область
- Первомайский избирательный округ № 431
- Дата принятия депутатских полномочий: 15 мая 1990 года.
- Дата прекращения депутатских полномочий: 10 мая 1994 года.

Входил во фракции «Новая Украина».
Председатель подкомиссии по вопросам взаимодействия советов народных депутатов с органами государственной исполнительной власти, Комиссии ВР Украины по вопросам деятельности Советов народных депутатов, развития местного самоуправления.
Женат, имеет детей.